# 미이라 사육법
《미이라 사육법》(ミイラの飼い方, How to keep a mummy)는 우츠기 카케루가 원작한 일본의 만화이다. comico(NHN comico)에서 발간 중. 평범한 남자 고교생과 작은 사이즈 미이라의 생활을 그린 만화 작품으로 주인공격 캐릭터 외에도 등장 캐릭터는 다수 존재한다.

## 줄거리
극히 보통의 생활을 보내고 있던 고등학생 카시와기 소라는 어느 날 이집트를 여행 중인 자칭 모험가 아버지로부터 미이라를 받게 된다.
"재밌는 미이라를 찾아내서 너에게 맡겨두려 한다!"라고 쓰여 있는 아버지의 편지에 놀라는 소라. 그러나 보내진 커다란 관에서 나타난 것은 전신 12cm!? 놀랍게도 손에 앉을 수 있을 사이즈쯤의 미이라였다.
조그맣고 겁쟁이며, 울보지만 그것에 대신할 수 없을 정도의 귀여운 미이라에게 "미이 군"이라는 이름을 지어주고 돌봐주게 된 소라. 한 집 아래에서 같이 살게 된 소라와 미이 군의 공동생활이란...인간과,귀요미의 동거?